# Notverkauf
Unter Notverkauf (englisch fire sale, auf Deutsch etwa ‚Brandverkauf‘) versteht man die Veräußerung von Vermögensgegenständen unter Zeitdruck.

## Allgemeines
Wer Vermögensgegenstände im gewöhnlichen Geschäftsverkehr verkaufen möchte, veräußert sie innerhalb eines angemessenen Vermarktungszeitraumes mit Sachkenntnis, Umsicht und ohne Zwang, dabei ist der Verkäufer verkaufsbereit, der Käufer kaufbereit (§ 16 Abs. 3 PfandBG). Es müssen ausschließlich objektive Maßstäbe zur Geltung kommen; ein Liebhaberwert scheidet aus. Unter diesen Voraussetzungen werden im gewöhnlichen Geschäftsverkehr marktübliche Kaufpreise erzielt. Bei Notverkäufen hingegen steht der Verkäufer unter Zeitdruck; dadurch wächst – je enger der Zeithorizont dabei ist – das Risiko, unter einem eigentlich erzielbaren Marktwert, einem Buchwert oder sogar unter dem eigenen Beschaffungspreis zu verkaufen. Von der Länge des Zeithorizontes hängt auch die Liquidierbarkeit der Vermögensgegenstände ab.

## Rechtsfragen
Ist eine geschuldete bewegliche Sache nicht zur Hinterlegung geeignet, so kann der Schuldner sie im Falle des Annahmeverzugs am Leistungsort öffentlich versteigern lassen und den Verwertungserlös hinterlegen (§ 383 BGB). Ist die Ware dem Verderb ausgesetzt und Gefahr im Verzug, so kann (nicht muss) der Käufer die nicht abgenommene Ware verkaufen lassen. Dieser Notverkauf geschieht nach den Regeln des Selbsthilfeverkaufs. Der Selbsthilfeverkauf ist regelmäßig vorher dem Gläubiger anzudrohen, sofern dies nicht untunlich ist wie bei drohendem Verderb, der Gläubiger ist von der Durchführung zu unterrichten (§ 384 BGB).
Beim Marktwert handelt es sich um den Preis, „der zum Zeitpunkt der Bewertung aufgrund eines privatrechtlichen Vertrages … zwischen einem verkaufswilligen Verkäufer und einem ihm nicht durch persönliche Beziehungen verbundenen Käufer … zu erzielen ist, wobei das Grundstück offen am Markt angeboten wurde, die Marktverhältnisse einer ordnungsgemäßen Veräußerung nicht im Wege stehen und eine der Bedeutung des Objekts angemessene Verhandlungszeit zur Verfügung steht“. Mangels angemessener Verhandlungszeit kann dieser Marktwert beim Notverkauf meist nicht erzielt werden, sondern es ist eine Wertminderung hinzunehmen.

## Arten
Das Handelsrecht kennt verschiedene Arten des Notverkaufs. Beim beiderseitigen Handelskauf gibt es die Möglichkeit des Notverkaufs, des freihändigen Verkaufs (bei vorhandenem Börsen- oder Marktpreis) oder des Selbsthilfeverkaufs. Diese Arten sind auch bei bestehender Hinterlegungsmöglichkeit zulässig (§ 373 Abs. 2 HGB). In § 379 HGB wird zwar der Käufer zur einstweiligen Aufbewahrung der Ware verpflichtet, die Vorschrift gibt ihm aber auch das Recht, bei Gefahr im Verzug oder Verderblichkeit die Ware verkaufen zu lassen (Notverkauf). Dann beruht der Notverkauf auf der Geschäftsführung ohne Auftrag. Der rechtmäßige Notverkauf erfolgt im Namen und für Rechnung des Verkäufers.
Gleiche Rechte zum Notverkauf bei Annahmeverzug oder verderblicher Ware haben der Kommissionär nach § 388 Abs. 2 HGB, der Frachtführer (§ 419 Abs. 3 HGB) sowie der Lagerhalter (§ 419 Abs. 2 HGB).

## Wirtschaftliche Aspekte
Bei einer Unternehmenskrise oder Privatinsolvenz kann das gesamte Betriebsvermögen oder Privatvermögen von Notverkäufen betroffen sein, um die drohende Insolvenz abzuwenden. Der hierbei erzielte Erlös wird Liquidationswert genannt.
Auch sonstige Veräußerungen unter Zeitdruck wie die Verwertung von Kreditsicherheiten (Pfandverkauf) oder die Zwangsversteigerung sind wirtschaftlich ein Notverkauf.
Darüber hinaus gibt es weitere Zwangssituationen andauernder langfristiger Art, welche Notverkäufe auslösen können. Liegen ethnische, religiöse, soziale, ideologische Konflikte oder Repressalien vor und führen diese zur Vertreibung, Flucht oder Emigration, dann besteht der Anreiz zum Notverkauf darin, dass Grund-, Menschen- und Eigentumsrechte nicht mehr gewährleistet werden. So wurden in der NS-Zeit Juden entrechtet und deshalb gezwungen, unter Zeitdruck Vermögensgegenstände unter Wert zu verkaufen. Die Notverkäufe nach den Novemberpogromen, die wegen der bevorstehenden Emigrationen unter verschärftem Termindruck stattfanden, nutzten viele Ariseure aus.
So wurde beispielsweise (siehe Sonderauftrag Linz) nach dem Anschluss Österreichs dort für Kunstwerke in jüdischem Besitz die Regelung erlassen, dass sie nur bis zu einem Preis von 1000 Mark frei verkauft werden durften; dadurch verfielen die Preise, und von freien Verkäufen konnte nicht mehr die Rede sein. Bis heute gestaltet sich die Rückabwicklung dieser Notverkäufe und die Rückgabe der Vermögensgegenstände weiter schwierig, da sie nicht immer nachweislich – weil die Provenienz nicht lückenlos nachweisbar ist – als solche erkannt und anerkannt werden, und die genötigten Verkäufer nicht mehr leben. Werden geraubte Kunstgegenstände – siehe Restitution von Raubkunst – vermehrt zurückgegeben, so gilt das nicht zwangsläufig auch für (not)verkaufte Gegenstände. Sowohl bei der Restitution in Österreich als auch bei der Deutschen Wiedergutmachungspolitik für NS-Opfer stehen abschließende Klärungen noch aus.
Ein Notverkauf kann auch durch staatliche Markteingriffe ausgelöst werden, wenn Märkte reguliert bzw. dereguliert werden oder sich aus anderen Gründen verändern und damit eine zukünftige Marktsituation nicht mehr einschätzbar scheint oder Märkte sogar zusammenzubrechen drohen. Als am Schwarzen Donnerstag von 1929 der US-amerikanische Aktienmarkt zusammenbrach, war dies auch eine Folge von Notverkäufen, da viele Aktienkäufe per Fremdkapital finanziert waren und eine Rückgang der Börsenwerte eine Welle von Notverkäufen auslöste.
Derartige Notverkäufe unter Zeitdruck schmälern die Verhandlungsmacht des Verkäufers, verringern für ihn die Markttransparenz und sind mit höheren Transaktionskosten verbunden. Deshalb ist der bei Notverkäufen erzielte Marktpreis, Marktwert, Verkehrswert oder Kfz-Verkehrswert geringer als bei einer Veräußerung ohne Zeitdruck.